# راس كبيرة (ذمار)
راس كبيره هي إحدى قرى الجمهورية اليمنية. تتبع جغرافيا لمحافظة ذمار وإداريًا لمديرية عتمة. يبلغ تعداد سكانها 1912 نسمة حسب الإحصاء الذي أجري عام 2004.